# Elisabeth von Lichtenberg
Elisabeth von Lichtenberg OCist (* 13. Jahrhundert; † 7. März 1320) war eine deutsche Zisterzienserin und ab 1310/1312 bis 1320 Äbtissin des Zisterzienser-Klosters Lichtenthal.

## Leben
Der Beginn der Regierungszeit von Elisabeth von Lichtenberg als Äbtissin im Kloster Lichtenthal wird je nach Quelle unterschiedlich angesetzt. Während das alte Äbtissinnenverzeichnis noch von 1310 ausgeht, nennen neuere Forschungen das Jahr 1312. Adelheid von Ochsenstein, Wittwe des Markgrafen Rudolf II. von Baden vermachte 1311 dem Kloster einen Gülthof in Sandweier sowie einen Zins von 20 Malter Korn als Seelgeräte. 1312 wurden die Fürstenkapelle und 5 Altäre vom Speyerer Weihbischof Jacob von Speyer geweiht. Einen der Altäre hatte Graf Bertschi von Strassberg bauen lassen. Aus dem Totenbuch geht hervor, dass Elisabeth von Lichtenberg am 7. März 1320 verstorben ist. Ihr im Amt als Äbtissin von Lichtenthal folgte ihre Schwester Agnes von Lichtenberg I.